# Boiadeiro-australiano
Boiadeiro-australiano (em inglês:  Australian Cattle Dog) — também apelidado de blue heeler ou red heeler, de acordo com a pelagem, — é uma raça de cães oriunda da Austrália. A raça é utilizada desde sua origem para auxiliar na lida com gado bovino.
É um animal de pastoreio de bovinos, considerado eficiente e rústico. Hoje está ganhando popularidade como animal de estimação e cão de companhia, apesar de ser em sua origem um cão de trabalho.

## História

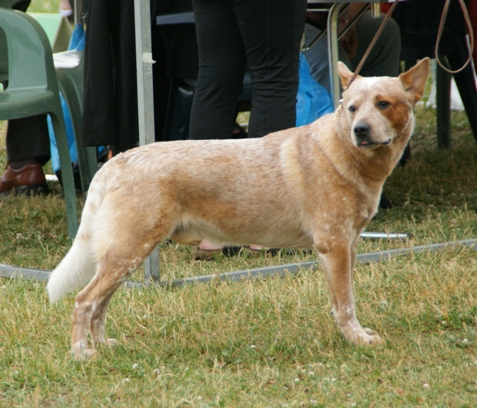
Boiadeiro-australiano red heeler

Apesar de recente, ainda há especulações sobre as raças envolvidas nos cruzamentos que geraram este cão de boiadeiro.  Todavia, seu desenvolvimento iniciou-se junto à migração britânica na Austrália, o ambiente era totalmente diferente das Ilhas Britânicas, e um animal que se adaptasse àquelas novas condições era necessário. Várias tentativas foram feitas com animais nativos e ingleses, até que se atingiu um padrão graças aos esforços de Thomas Hall de Muswelbrook, que por trinta anos aperfeiçoou a raça, descrita pela primeira vez em 1902.  Acredita-se que o boiadeiro australiano surgiu do cruzamento entre o dingo e o collie de pêlo curto (de pelagem merle azul), e que posteriormente teria sido acrescentado o dálmata e o kelpie australiano.
O primeiro padrão da raça foi elaborado e aprovado em 1903, mas antes a raça já vinha participando de exposições por meio de um criador chamado Robert Kaleski na década de 1890. Um dos criadores pioneiros que se tem notícia foi George Elliott, que experimentou cruzamentos de dingo com collies de pelagem merle azul em 1840.

## Características
É um cão rústico, de porte médio. Sua altura na cernelha varia em média entre 43 e 51 cm, machos e fêmeas, sendo os machos mais altos que as fêmeas. O peso gira em torno de 25 kg.  A raça possui duas variedades de pelagem, apelidadas de blue heeler, no caso dos cães de pelagem cinza azulada, ou, oficialmente "azul mosqueado"; e red heeler, no caso dos cães com pelagem avermelhada, ou, oficialmente "vermelho-salpicado".  O blue heeler pode ter mancha maior preta, azul ou marcação tan (padrão com marcas castanhas).  O red heeler pode ter manchas grandes vermelhas, preferivelmente apenas na cabeça.  O nariz é sempre preto. Os olhos devem ser sempre marrom escuro.
Como uma característica no pastoreio, essa raça é conhecida por se especializar na técnica de morder ou mordiscar o calcanhar do gado bovino para movimentá-lo, herdando daí o apelido "heeler", que vem do inglês heel, "calcanhar". Sua pelagem é curta, variando entre 2,4 e 4 cm de comprimento, com subpelo.  Os filhotes nascem aparentando apenas a cor branca na pelagem, e , com o tempo assumem a cor completa, seja azul mosqueado ou vermelho-salpicado.